# Distrito de Raichur
Raichur (en canarés; ರಾಯಚೂರು ಜಿಲ್ಲೆ ) es un distrito de India, en el estado de Karnataka . 
Comprende una superficie de 6 827 km².
El centro administrativo es la ciudad de Raichur.

## Demografía
Según censo 2011 contaba con una población total de 1 924 773 habitantes.